# František Max Kníže
František Max Kníže (také Franz Maxmilian Kniže, 7. září 1784 Drahelčice – 23. července 1840 Praha) byl český hudebník a hudební skladatel.

## Život
Jeho otec byl šafářem na Tachlovickém panství, kam patřily i Drahelčice, které leží v sousedství Rudné, dnes na západním okraji Prahy. Některé prameny uvádějí, že byl ovčákem. Hudební vzdělání získal František v Praze u Václava Jana Tomáška, významného propagátora české písně, skladatele a pedagoga. Ve vlastní tvorbě byl Kníže ovlivněn příkladem Carla Marii von Webera, který v letech 1813-1816 vedl operu Stavovského divadla. Na živobytí si František Max Kníže vydělával ve Stavovském divadle nejdříve jako vokalista a později dlouhá léta jako fagotista a violista. V roce 1833 se stal ředitelem kůru u sv. Ignáce v Praze a pak byl od 1834 až do své smrti ředitelem kůru u sv. Havla v Praze.

## Rodina a smrt
Oženil se s přední herečkou Stavovského divadla, Terezií Brunetti, rozenou Frey (*1782 Vídeň, † 21.3. 1864 Praha), která si z prvního manželství s hercem Joachimem (Giacomo) Brunettim († 1823) přivedla dceru a čtyři syny Johanna (*1800 Jihlava), pozdějšího tanečního mistra, Franze (*1809), Jindřicha (* 18.3.1815), který studoval v Praze filozofii, a Augusta (*5.10.1818), který se stal ekonomem na Jablonecku.  Dcera se jmenovala Terezie Barbora a stala se zpěvačkou.
František Kníže zemřel v Praze 23. července 1840 na selhání srdce v lázních na Žofínském ostrově.

## Dílo
Kníže zpíval a hrál dobře na několik hudebních nástrojů, na fagot, violu a kytaru. Hře na kytaru se věnoval teoreticky i prakticky. V roce 1820 napsal první českou školu hry na kytaru. Pro tento nástroj složil řadu skladeb, cvičení a úpravy operní hudby. Těmito díly se stal průkopníkem české kytarové hry a i dnešní kytaristé s klasickým vzděláním jeho dílo znají.
První písně, které Kníže napsal, byly německé. Jako hudební skladatel potřeboval pro své české písně dobré texty. A těch nebylo v jeho době mnoho. Nakonec našel svůj ideální protějšek v jiném významném českém obrozenci Václavu Hankovi. Zhudebnil celou řadu jeho textů. Své první české písně “Patero písní pro jeden hlas při kytaře neb fortepianu v hudbu uvedených a obětovaných svému Příteli a Vlastenci Václavovi Růžkovi“ (op. 18) vydal v roce 1819. Jeho druhý sešit českých písní obsahuje baladu Břetislav, která zněla na obrozeneckých shromážděních, vyšla v mnoha desítkách vydání a nakonec zlidověla. Podle jedné písně z třetího a posledního sešitu českých písní nazval v roce 1980 Spirituál kvintet svou gramofonovou desku Saužení lásky. Deska s dvanácti obrozeneckými písněmi uvádí čtyři skladby F. M. Knížete. Představení, ve kterém je Spirituál kvintet hrál, režíroval Vladimír Merta.
Další oblastí práce Františka Maxe Knížete byla chrámová hudba. Napsal tři pastorální mše in D, in F a in G, dále dvě velké mše in F a in G a malou mši in B. Složil také několik menších chrámových skladeb, offertorií a graduále. Napsal i řadu didaktických děl a skládal hudbu k divadelním hrám. Kníže žil v centru českého umění své doby a spolupracoval s předními osobnostmi. Jako muzikant se osobně podílel na řadě skvělých premiér, např. Weberova Čarostřelce. Byl kytarovým virtuózem. Díky svým českým písním dosáhl veliké popularity. Podle svědectví K. Sabiny si jeho písně často zpíval i avantgardní básník K.H. Mácha.